# Aire (Ardenas)
 Aire  es una comuna y población de Francia, en la región de Champaña-Ardenas, departamento de Ardenas, en el distrito de Rethel y cantón de Asfeld. Está integrada en la Communauté de communes de l’Asfeldois .

## Demografía
| 177 | 182 | 180 | 160 | 163 | 205 |
| Para los censos de 1962 a 1999 la población legal corresponde a la población sin duplicidades (Fuente: INSEE [Consultar]) |     |     |     |     |     |